# Thésée universel
Thésée universel (A Théseus-általános), publié en 1993, est un court roman de l'écrivain hongrois László Krasznahorkai.

## Résumé
Le texte se présente comme trois discours, ou conférences improvisées, ou audiences enregistrées, d'un individu anonyme qui se présente comme intervenant surpris, pas à sa place (visage ravagé par l'alcool, thorax enfoncé, vêtements miteux (p. 9)), au moins pour l'assistance, l'assemblée (Monsieur le Président, Messieurs...).
Dans le premier, sollicité, il révèle sa première prise de conscience de la tristesse, vers 1970, à 12 ou 15 ans, dans une petite ville du sud-est du pays, à l'arrivée d'une caravane étrange, avec une baleine dans un état déplorable, au spectacle de l'exhibition (rapportée dans un de ses livres par un certain László Krasznahorkai) et surtout à celui des visages des spectateurs dans la queue.
Dans le second, pour lequel il a été invité par téléphone, il témoigne de sa première prise de conscience de la révolte, dans un train à l'arrêt à Berlin, à la vue d'un clochard pissant sur une voie de chemin de fer, et pourchassé par un policier au service du bien contre le mal.
Dans le troisième et dernier (ou d'adieu), pour lequel il a été convoqué par téléphone, invité à comparaître, relégué dans les sous-sols et privé de liberté depuis une semaine, puis amené par un commando, il parle de sa première prise de conscience de la possession. Face à leurs préoccupations (la prévisibilité du monde, autrement dit votre propre sécurité (p. 60), il peut seulement opposer sa déception (de l'intelligence humaine, de la grandeur, de la vérité...), sa répulsion (de l'univers). 
Dans une queue à la poste, il observe une jeune femme assise à une table, essayent de rédiger un télégramme, payant et oubliant même d'indiquer le nom du destinataire. Sauf les objets utilitaires et de jeu de l'enfance, nous ne possédons rien (p. 90).
La seconde anecdote est de seconde main, et concerne la découverte à Okinawa, lors de la construction de la base militaire américaine en avril 1981 d'une nouvelle espèce d'oiseau, le râle d'Okinawa.
Pour les scientifiques, incapable de voler, pour mieux résister aux ouragans (comme d'autres espèces endémiques), il a échappé à toute observation, en s'extasiant sur les remarquables facultés de défense de cet admirable virtuose de la méfiance (p. 94). Pour l'orateur, c'est un oiseau aux ailes brisées.

## Accueil
Le lectorat francophone apprécie énormément : Une syntaxe ample et labyrinthique où se cherche le sens., Tel Thésée, notre conférencier se sacrifie pour sortir l'humanité de son labyrinthe (la peur, la bêtise, la vulgarité, l'individualisme, le matérialisme, la soumission, l'aveuglement...) porté à la fois par "la douceur mortelle de la tristesse et l'envie irrésistible de [se] révolter" même si cela semble finalement vain. L'orateur mystérieux se fonde sur des épisodes vécus ou des anecdotes pour livrer, avec hauteur et finesse, des analyses saisissantes sur la condition humaine, la fonction de l'art, "le cœur inaccessible des choses" et la détresse qui en découle. 

## Éditions
- A Théseus-általános (1993), essais et fictions Publié en français sous le titre Thésée universel, Marseille, Éditions Vagabonde, avril 2011, 96 pages  (ISBN 978-2-919067-04-6)